# Jean-Pierre Marie de Glutz-Ruchti
Jean-Pierre Marie de Glutz-Ruchti (* 27. prosince 1946, Ženeva) je švýcarský bankéř.

## Stručný životopis
Po studiích právních věd začal pracovat v Chase Manhattan Bank a Credit Suisse v oboru mezinárodního osobního bankovnictví a Wealth management. Po dlouhodobém působení ve vedoucích pozicích Commerzbank v roce 2010 přestoupil do švýcarského investičního domu Vontobel a stal se vedoucím její ženevské pobočky. Od roku 2011 je členem správní rady švýcarské Banque Bauer-
V roce 2010 byl jmenován místodržitelem Řádu Božího hrobu pro Švýcarsko a Lichtenštejnsko a po ukončení dvou funkčních období byl jmenován řádovým generálním viceguvernérem pro Evropu.
| Místodržitel Řádu Božího hrobu pro Švýcarsko a Lichtenštejnsko | Místodržitel Řádu Božího hrobu pro Švýcarsko a Lichtenštejnsko | Místodržitel Řádu Božího hrobu pro Švýcarsko a Lichtenštejnsko |
| -------------------------------------------------------------- | -------------------------------------------------------------- | -------------------------------------------------------------- |
| Předchůdce: Giorgio Moroni Stampa                              | 2010–2018 Jean-Pierre Marie de Glutz-Ruchti                    | Nástupce: Donata Maria Krethlow-Benziger                       |

| Generální viceguvernér Řádu Božího hrobu pro oblast Evropy | Generální viceguvernér Řádu Božího hrobu pro oblast Evropy | Generální viceguvernér Řádu Božího hrobu pro oblast Evropy |
| ---------------------------------------------------------- | ---------------------------------------------------------- | ---------------------------------------------------------- |
| Předchůdce: Giorgio Moroni Stampa                          | od 2019 Jean-Pierre Marie de Glutz-Ruchti                  | Nástupce: dosud ve funkci                                  |